# 고대의 세계화

Janet Abu-Lughod 가 묘사한 13세기 세계 체계

고대 세계화는 세계화 역사의 한 단계로, 전통적으로 초기 문명 시대부터 약 1600년(이후의 시기는 초기 현대 세계화로 알려져 있다)까지의 사건과 발전을 세계화하는 것을 말한다. 고대 세계화는 공동체와 국가 간의 관계와 지역 수준에서 사회 규범의 지리적 확산에 의해 어떻게 형성됐는지를 설명한다.
국가는 사치품으로 여겨지는 탐나는 상품을 획득하기 위한 방법으로 근접한 다른 국가와 교류하고 거래하기 시작한다. 이 무역은 종교, 경제 구조 및 정치적 이상과 같은 아이디어의 확산으로 이어졌다. 상인들은 분명하지 않은 방식으로 연결되고 다른 사람들을 알게 되었다. 고대 세계화는 훨씬 더 작은 규모의 현재 세계화와 비교할 수 있다. 그것은 상품을 다른 지역으로 확산할 뿐만 아니라 사람들이 다른 문화를 경험할 수 있게 했다. 무역에 참여하는 도시들은 해로, 강, 그리고 고대부터 사용되었던 일부 육로 무역로로 연결되어 있었다. 거래는 지리적 위치에 따라 세분화하고, 대량 침입의 역할을 하는 측면 장소 사이의 중심과 더 먼 시장으로 향하는 상품의 교환 지점이 있다. 이 기간 동안 하위 시스템은 오늘날보다 더 자급자족했기 때문에 일상적인 생존을 위해 서로 덜 의존했다. 거래 중 이러한 상호 작용은 현대 세계화를 발생시키고 현대 사회에 새로운 측면을 허용하는 많은 아이디어를 전달하고 전파하는 초기 문명의 방법이었다.

## 세계화의 정의
세계화는 지역과 개인 간의 상호 연결성을 높이는 과정이다. 세계화를 향한 단계에는 전 세계의 경제적, 정치적, 기술적, 사회적, 문화적 연결이 포함된다. '고대'라는 용어는 초기 이상과 기능으로 묘사되었다. 이는 역사적으로 명백했던 사회를 의미한다.
세계화가 일어나기 위해서는 세 가지 주요 전제 조건이 있다. 첫 번째는 동양의 기원이라는 개념으로, 서양 국가들이 동양에서 배운 원칙을 어떻게 채택하고 구현했는지 보여준다. 동양의 전통적인 사상이 없었다면 서구의 세계화는 지금과 같은 방식으로 등장하지 못했을 것이다. 두 번째는 거리다. 국가 간의 상호 작용은 전 세계적 규모가 아니었고 대부분 아시아, 북아프리카, 중동 및 유럽의 특정 지역에 국한됐다. 초기 세계화로 인해 국가가 근접하지 않은 다른 국가와 상호 작용하는 것은 어려웠다. 어느 쪽이든 세계화가 없었다면 지금과 같은 방식으로 등장을 못했을 것이고 국가는 여전히 자체 생산과 기능에 의존할 것이다. 이것은 초기 세계화 아이디어를 둘러싼 주장 중 하나이다. 고대 세계화는 현대 세계화와 유사한 방식으로 작동하지 않았다는 주장이 제기되는데, 이는 국가가 오늘날처럼 다른 국가에 상호 의존적이지 않았기 때문이다.

## 세계 시스템의 출현
역사가들은 16세기와 19세기 사이에 자본주의가 부상하기 전에 세계 체제가 매우 정적이라고 주장한다. 이를 국가 간 장거리 무역, 시장 교환, 자본 축적이 존재했던 초기 자본주의 시대라고 한다. 서기 800년에 그리스, 로마, 이슬람 제국이 등장하여 오늘날 중국과 중동으로 알려진 지역을 덮었다.  먼 무역로의 가장 인기있는 예 중 하나는 중국과 지중해 사이의 실크로드, 아랍 지역, 남아시아 및 아프리카 사이의 예술 및 사치품과의 이동 및 무역에서 볼 수 있다. 무역을 통한 이러한 관계는 주로 동양에서 형성되었고 결국 자본주의의 발전으로 이어졌다. 권력과 토지가 귀족과 교회에서 부르주아지로 이동하고 생산 분업이 등장한 것도 이때였다. 12세기 후반과 13세기 초에 유럽 북서부에서 중국에 이르는 국가들 사이에 국제 무역 시스템이 개발됐다.
1500년대에 이전보다 더 먼 거리의 무역은 아시아에서 주도했다. 국가 간의 초기 교류 동안 유럽은 노예, 금속, 목재 및 모피를 제외하고 제공할 것이 거의 없었다. 동양의 품목 판매에 대한 압박은 유럽 생산을 늘렸고, 이를 교환하는 것에 많은 도움이 되었다. 십자군 전쟁으로 가능해진 무역 기회의 유럽 확장과 성장은 농업, 광업 및 제조업의 성장을 촉진했다. 유럽 전역의 급속한 도시화로 인해 북해에서 베니스까지 연결이 가능해졌다. 인구 증가는 무역의 확장을 가져왔고, 바다로 나갈 수 있는 계기를 만들었다.
비유럽인의 적극적인 참여를 포함하는 구식 세계화에는 '다극적' 특성이 있다. 서유럽이 산업 생산과 경제적 생산 면에서 다른 세계를 앞서던 19세기의 대격변보다 앞서 있었기 때문에 고대 세계화는 유럽 뿐만 아니라 경제적으로 발전한 다른 국가들에 의해 주도된 현상이었다. 구자라트, 벵골, 해안 중국 및 일본 과 같은 올드 월드 센터처럼. 이는 모두 아시아의 예시로, 서유럽을 제외하고도 다른 국가에서도 이런 현상이 잘 일어났다는 것을 보여주는 좋은 예시이다.
이러한 전자본주의 운동은 세계적이기보다는 지역적이었고 대부분 일시적이었습니다. 초기 세계화에 대한 이 아이디어는 2001년 역사가 AG Hopkins 에 의해 제안되었다. 고대 세계화에 대한 홉킨스의 요점은 무역과 이것으로부터 발전한 디아스포라, 지역 전체에 퍼진 종교적 사상과 제국에서 볼 수 있다. 이러한 국가 간의 새로운 상호 작용은 세계 각 부분 간의 상호 연결로 이어져 궁극적으로 이러한 국가 행위자 간의 상호 의존성을 만들었다. 상품과 아이디어의 확산에 참여한 주요 행위자는 왕, 전사, 사제 및 상인이었습니다. Hopkins는 또한 이 기간 동안 소규모 세계화가 눈에 띄었고 일부는 붕괴되거나 더 배타적이 됐다고 언급된다. 이러한 소규모 세계화는 제국이 때때로 과도하게 도달하고 후퇴해야 하는 일시적이고 파열된 것으로 언급된다.

### 고대 세계화의 세 가지 원칙
고대 세계화는 세 가지 원칙으로 구성된다. 바로 첫 번째는 왕권의 보편화이다. 두 번째는 종교 운동의 확장이다. 마지막 원칙은 바로 의학적 이해이다.
- 왕권의 보편화는 군인과 군주로 하여금 영예와 위신을 찾기 위해 멀리 떨어진 곳으로 이끌었다. 그러나 외국 땅을 건너는 것은 여행하는 사람들에게 귀한 물건을 교환할 기회도 주었다. 이로 인해 먼 땅 사이의 무역이 확대되었고 결과적으로 사회 경제적 관계가 증가했다.
- 군주와 그 일행이 먼 거리를 이동했음에도 불구하고 순례는 여전히 사람들의 가장 큰 세계적 이동 중 하나다.
- 마지막으로 더 나은 건강에 대한 열망은 구식 세계화 뒤에 남아 있는 추진력이었습니다. 향신료, 보석, 동물, 무기의 거래가 여전히 중요한 역할을 하는 동안 사람들은 먼 나라에서 약을 찾기 시작했다. 이것은 특히 차를 위해 중국으로 더 많은 무역로를 구현했다.[15]

### 경제교류
무역과 국가 간 연결의 증가로 인해 경제 교류는 지역 전체로 확장되어 행위자들이 새로운 관계를 형성하게 되었다. 이 초기 경제 발전은 샴페인 박람회나 야외 시장을 방문하는 상인들이 자신들의 제품을 판매하고 구매하기 위해 찾아왔다. 일부 역사학자들은 이것이 은행가와 신용 기관의 역할의 시작이라고 주장한다.도시 상인이 일반적으로 재고하지 않는 물건을 필요로 하는 개인을 예로 들 수 있다. 제품 수색자는 상인에게 사전에 지불함으로써 신용을 주거나, 상품이 재고로 들어오면 지불하겠다고 약속함으로써 상인으로부터 신용을 얻거나, 또는 어떤 종류의 양보가 보증금을 통해 이루어진다. 이 긴 거래는 결국 복잡한 경제 시스템을 초래했고 주간 시장은 교환에서 장거리 거래에 필요한 수익화 시스템으로 확장되기 시작했다.
도시 경계 밖에서 온 도시 상인들이 상품을 사고 팔기 위해 멀리 떨어진 곳에서 시장 중심으로 이동하면서 더 높은 수준의 무역 회로가 개발됐다. 그런 다음 상인들은 매주 같은 장소에서 만나기 시작하여 다른 상인들과 협의하여 지역 농업가들이 요구하지 않고서도 고향의 시장에서 교환할 특별한 품목을 가져오도록 했다.이 중심 만남의 장소는 장거리 무역의 초점이 되었으며 어떻게 증가하기 시작했는지를 보인다.

### 장거리 무역 확대
이 초기에 무역이 확대되기 위해서는 상인뿐만 아니라 시장의 기본적인 기능이 필요했습니다. 첫 번째는 보안이었다. 운송 중인 상품은 더 많은 가치를 갖기 시작했고 상인들은 특히 치안이 안 좋은 지역을 자주 돌아다녔기 때문에, 항상 상품이 도둑맞을 수 있다고 여겨 이 물건들을 보호해야 했다. 이 문제를 극복하기 위해 상인들은 개인의 안전과 상품의 안전을 보장하기 위한 방법으로 당시 획기적인 이동수단인 캐러밴을 타고 여행하기 시작했다. 환율 역시 매우 중요한 요소였다. 많은 상인들이 서로 다른 통화 시스템을 가진 먼 땅에서 왔기 때문에 이전 상품의 상환을 시행하고 이전 부채를 상환하고 계약이 유지되도록 하는 방법으로 시스템을 마련해야 했다. 또한 외부 상인의 거래 접근성이 높아지는 현상은 무역로 성장에 중요한 요소였다.
장거리 무역 확대는 인류 역사에서 중요한 전환점 중 하나였다. 이는 지리적, 기술적, 사회적 요인들의 상호작용으로 인해 실현되었다. 과거에는 지역 간 무역이 주로 이루어졌으며, 이는 교류의 범위가 제한되었고 지역 경제에 초점을 두었다. 그러나 시간이 흐름에 따라 세계 각지의 문명들은 자원, 상품, 기술 등을 거래하기 위해 더 멀리 이동하게 되었다.
장거리 무역확대의 주요 동력 중 하나는 기술의 발전이었다. 항해 기술의 향상, 교통 수단의 발달, 지리 정보의 확보 등은 더 먼 거리로의 이동을 용이하게 했다. 이를 통해 거리의 제약을 극복하고 상품이 더 먼 곳으로 이동할 수 있게 되었다.
또한, 경제적 동기와 수요의 변화도 장거리 무역확대를 촉진시켰다. 지역 경제의 발전과 자원의 부족은 외부 자원에 대한 수요를 높였고, 이에 따라 더 멀리 있는 지역으로부터의 수입이 필요해졌다. 이는 상인들이 더 먼 거리로 상품을 수출하고 수입하도록 유도했다.
장거리 무역확대는 문화적 교류와도 밀접하게 연결되었다. 다양한 문명들 간의 접촉은 아이디어, 기술, 예술 등의 상호교류를 촉진시켰다. 이를 통해 문화적 다양성이 증가하고, 사람들은 새로운 아이디어와 관점을 받아들일 수 있었다.
이처럼 장거리 무역확대는 기존의 지역 경제와 문화를 초월하여 세계적인 교류와 상호의존성을 형성하는 중요한 과정이었다.

### 상품과 아이디어의 확산
생산된 가장 인기 있는 상품은 짧은 거리에서 거래되는 향신료였으며, 제조 상품은 시스템의 중심이었고 향신료 없이는 도움을 받을 수 없었다. 13세기경 유럽과 중동에서는 금화, 중국에서는 지폐 형태의 화폐가 발명되면서 무역이 서로 다른 행위자 사이에서 더 쉽게 이동할 수 있게 됐다. 각 과광물은 다른 가치를 지니게 됐다. 신용 역시 매우 중요한 요소로 급부상했는데, 신용은 혈연의 형태로 시작되었지만 나중에 직업으로서 "은행가"의 출현으로 이어졌다.
사람들의 확산과 함께 운동 이전에는 대부분의 사회에서 결코 명백하지 않았던 새로운 사상, 종교 및 상품이 온 땅에 퍼졌다. 또한 이러한 세계화는 자급자족 사회에서 화폐 경제로 이행함으로써 봉건적 삶의 정도를 약화시켰다. 북아프리카와 유럽을 연결하는 대부분의 무역은 1400년경 중동, 중국, 인도에 의해 통제되었다. 생산되고 거래되는 대부분의 상품은 사치품으로 간주되었으며 많은  이러한 탐내는 항목을 가진 사람들이 사회적 규모에서 더 높은 위치를 차지한다고 생각했다.
이러한 사치품의 예로는 중국 비단, 이국적인 허브, 커피, 면화, 철, 인도 옥양목, 아라비아 말, 보석 및 향신료 또는 육두구, 정향, 후추, 용연향 및 아편 과 같은 약물이 있습니다. 13세기와 현재는 소형 고가 상품은 운송 비용이 높을 수 있지만 여전히 고가를 부여할 수 있는 반면 저가 중형 상품은 멀리 운반할 가치가 없기 때문에 사치품을 선호한다. 이와 같은 사치품의 구매는 일상적인 필요와는 반대로 이러한 품목에 대한 무역이 주로 인기가 있었기 때문에 고풍스러운 소비로 묘사된다.

### 주요 무역로
고대 세계화 시대에는 유럽, 중국 및 중동을 연결하는 세 개의 주요 무역로가 있었다. 최북단 경로는 대부분 몽골 제국을 통과했으며 길이는 거의 5000마일이었다.  13세기에 쿠빌라이 칸이 몽골 제국을 통일하고 여행자에게 약간의 보호 임대료만 부과했기 때문에 이 루트는 여전히 많은 사람이 통행했다. 통일 이전에는 중동의 상인들이 이 길을 애용했었다. 하지만 결국 세금이 부과되었다. 8세기에서 10세기 사이 바그다드는 세계적 도시 였지만 11세기에 홍수, 지진, 화재 등의 자연재해로 쇠퇴하기 시작했다. 당시 바그다드는 많은 상인들이 이용한 경로였다. 1258년 몽골군이 점령한 바그다드는 당시에 재앙이었다. 몽골인들은 바그다드 시민들에게 높은 세금을 부과했는데, 이는 결국 통행량 감소로 이어져 상인들이 도시를 우회하게 만들었다. 세 번째 최남단 경로는 이집트를 지배하는 맘루크를 통과했습니다. 바그다드 함락 후 카이로는 이슬람 수도가 되었다 .
이 무역로를 따라 있는 일부 주요 도시는 부유했으며 상인과 국제 시장에 서비스를 제공했다. 시리아 사막의 가장자리에 위치한 팔미라와 페트라는 주로 무역의 중심지로 번성했다. 이 교역로는 고대 문명과 그 사회를 위한 소통의 지름길 이었다. 새로운 발명품, 종교적 신념, 예술적 스타일, 언어, 사회적 관습, 상품 및 원자재는 사업을 수행하기 위해 한 장소에서 다른 장소로 이동하는 사람들에 의해 전달되었다.

### 원시 세계화
원시 세계화는 17세기에서 19세기에 걸쳐 발생한 고대 세계화 이후의 기간이다. 이 세계화 단계에서는 경로들의 많은 발전과 변화가 있었다. 이 시기에 동인도 회사 와 같은 친숙한 무역 협정이 등장하여 더 큰 규모의 교류가 가능해졌다. 노예 무역은 특히 광범위했으며 플랜테이션 에서 상품 의 관련 대량 생산은 이 시대의 특징이다.
원시 세계화는 인류 역사 초기에 형성된 글로벌 교류와 상호작용의 형태였다. 이 시기에는 기원전 시기와 고대 시대에 서로 다른 문명들이 독립적으로 발전하고 있었다. 그러나 지리적, 기후적 조건의 변화, 기술의 발전, 인구 이동 등의 요인들이 상호작용과 교류를 촉진시키면서 세계 각지의 문명들이 서로 영향을 주고 받게 되었다. 예를 들어, 식물과 동물의 이동, 농업의 발전, 철기의 도입 등은 지역 간 자원 교류와 상업 활동을 촉진시켰다. 무역 네트워크가 형성되며 상품과 아이디어, 문화 요소들이 전 세계로 전파되었다. 이러한 원시 세계화는 다양한 문명들 간의 상호 연결과 교류의 초기 형태를 보여주었다.
전쟁도 무역로의 변화에 많은 영향을 미쳤다. 이러한 전쟁에는 프렌치 인디언 전쟁, 미국 독립 전쟁이 포함된다. 추가로 영국과 네덜란드 공화국 간의 앵글로-네덜란드 전쟁이 있다.

### 현대의 세계화
현대적 형태의 세계화는 19세기에 형성되기 시작했습니다. 이 시기의 진화하는 시작은 민족 국가 와 산업 기술이 뒷받침하는 서구, 자본주의 및 제국주의의 확장에 크게 책임이 있다. 대영제국의 정복과 아편전쟁은 광활한 소비 지역을 창출했기 때문에 산업화와 성장하는 세계 사회의 형성에 추가됐다.
제1차 세계대전은 현대 세계화의 첫 번째 단계가 시작된 때이다. VM Yeates 는 세계화의 경제적 힘이 전쟁의 원인 중 일부라고 말했다. 제1차 세계대전 이후 세계화는 크게 확대됐다.
1차 세계대전은 현대의 세계화에 막대한 영향을 미쳤다. 이 전쟁은 국가들 간의 국제적 충돌과 경제적 경쟁의 고조를 가져왔으며, 다양한 영향력과 움직임이 전 세계로 확산되었다.
1차 세계대전은 국가들 간의 경제적 상호의존성을 강조하고, 세계 무역과 금융 시스템에 대한 새로운 동력을 발생시켰다. 전쟁 중에는 자원과 제품의 공급에 대한 필요성이 높아지고, 국가들은 생산력과 생산 능력을 극대화하려는 경향이 커졌다. 이러한 경쟁은 생산 과정과 유통 네트워크를 혁신하고 확장하는 동력이 되었다.
또한, 1차 세계대전은 국가 간의 정치적, 사회적, 문화적 변화를 촉진시켰다. 많은 국가들이 전쟁을 통해 자국의 역할과 목표를 재고하게 되었고, 이는 국가 간 관계와 국제 제도의 재편을 이끌었다. 또한, 전쟁은 사회적 변화를 가속화시켰으며, 여성의 역할과 권리, 인종 간 평등 등의 문제에 대한 논의를 더욱 활발하게 만들었다.
1차 세계대전은 기술과 통신의 발전에도 영향을 미쳤다. 전쟁을 위해 새로운 무기와 기술이 개발되었고, 통신망과 운송 수단이 개선되었다. 이러한 기술적 발전은 지리적, 시간적 제약을 극복하고 세계 각지의 교류와 상호작용을 촉진시켰다.
따라서, 1차 세계대전은 현대의 세계화에 막강한 영향을 미쳤으며, 국가 간 경제, 정치, 사회, 기술적 변화의 중대한 전환점으로 작용했다. 이후의 세계의 경제적, 정치적, 문화적 흐름은 이러한 변화의 영향을 받아 형성되었다. 세계은행, 세계무역기구 및 많은 국제 통신 회사와 같은 기관도 현대 세계화를 형성했다. World Wide Web은 또한 현대 세계화에서 큰 역할을 했습니다. 인터넷은 국경을 넘어 연결성을 제공하여 글로벌 네트워크의 확장을 지원한다.

## 추가 자료
- 세계화의 역사
- 군사 세계화

## 같이 보기
- 세계화의 역사
- 군사 세계화